# Palmitas
Palmitas est une ville de l'Uruguay située dans le département de Soriano. Sa population est de 1 954 habitants.

## Histoire
Palmitas a reçu le statut de ville le 6 novembre 1953.

## Population
| Année | Population |
| ----- | ---------- |
| 1963  | 1 288      |
| 1975  | 1 332      |
| 1985  | 1 531      |
| 1996  | 1 774      |
| 2004  | 1 954      |

Référence, :